# A Vida pela Frente
A Vida pela Frente é uma série de televisão brasileira produzida pelo Globoplay em parceria com a Daza Filmes e co-produção com GNT. A série foi lançada em 22 de junho de 2023 no Globoplay.
Criada por Leandra Leal, Rita Toledo e Carol Benjamin, com roteiros de Rita Toledo, Carol Benjamin, Fernanda Frotté e Victor Nascimento e redação final de Lucas Paraizo. Conta com direção geral e artística de Bruno Safadi e produção de Maria Barreto.

## Enredo
A série tem início na noite da festa à fantasia que celebra a formatura de um grupo de amigos de colégio. O ano é 1999. A escola acabou e os jovens estão às voltas com os preparativos para a grande comemoração. Aquela noite, no entanto, será interrompida por uma terrível notícia: a morte de Beta (Flora Camolese), aos 18 anos. Beta, Cadé (Jaffar Bambirra), Marina (Muse Maya), Vicente (Henrique Barreira) e JP (Lourenço Dantas) estudam em um colégio da zona sul carioca e estão prestes a encarar o turbilhão de emoções do último ano letivo. O grupo ainda é impactado com uma novidade: Liz (Nina Tomsic), uma menina tímida e enigmática que entra na escola e, mesmo sem intenção, movimenta as relações entre os jovens com sua chegada. As mudanças, sem ponto de retorno, estão só começando.

## Elenco
| Ator/Atriz             | Personagem                       |
| ---------------------- | -------------------------------- |
| Flora Camolese         | Roberta Cavalcante (Beta)        |
| Nina Tomsic            | Elizabeth Mathias Assunção (Liz) |
| Jaffar Bambirra        | Carlos André (Cadé)              |
| Muse Maya              | Marina                           |
| Lourenço Dantas        | João Paulo (JP)                  |
| Henrique Barreira      | Vicente                          |
| Leandra Leal           | Tereza Assunção                  |
| Gustavo Vaz            | Ivo Assunção                     |
| Ângela Leal            | Olga                             |
| Stella Rabello         | Regina Cavalcante                |
| Ângelo Antônio         | Márcio Cavalcante                |
| Helena Banjour         | Felipa                           |
| Estrela Straus         | Luci                             |
| Rodrigo Pandolfo       | Ricardo                          |
| Yara Charry            | Ingrid                           |
| Josie Antello          | Néia                             |
| Letrux                 | Bárbara                          |
| Raquel Paixão          | Olívia                           |
| Rafael Saraiva         | Dropé                            |
| Luiz Henrique Nogueira | Álvaro                           |
| Claudio Mendes         | Sérgio                           |

## Produção
Em junho de 2020 foi confirmado que Leandra Leal iria dirigir e atuar em uma nova série para GNT e Globoplay. Em outubro de 2021 foi anunciado que junto a Bruno Safadi a produção foi intitulada de A Vida Pela Frente, e abordaria um tema polêmico, a saúde mental de adolescentes. Na época do anúncio a produção estava apenas na fase de desenvolvimento, com a equipe se encontrando remotamente, e realizando uma série de reuniões.
Em fevereiro de 2022, Jaffar Bambirra e Nina Tomsic foram confirmados como parte dos protagonistas da produção, repetindo a parceria vinda de Quanto Mais Vida, Melhor! (2021-22). Ângela Leal e Rodrigo Pandolfo foram os primeiros atores do núcleo adulto confirmados. Luiz Henrique Nogueira foi confirmado no elenco logo em seguida. Ângelo Antônio e Stella Rabello foram escalados para viverem os pais da protagonista Beta, personagem que comete suicídio no início da trama. Gustavo Vaz foi escalado para assumir o posto de ex-marido de Tereza (Leandra Leal) e pai de Liz (Nina Tomsic). Yara Charry, Josie Antello, Raquel Paixão e Rafael Saraiva foram oficializados no elenco.
As filmagens da primeira temporada se iniciaram em março, encerrando-se em junho de 2022. Ainda no mesmo ano, primeiro teaser da série foi lançado no evento Upfront do Grupo Globo destacando a relação entre Beta, Cadé (Jaffar Bambirra) e Liz (Nina Tomsic).

## Exibição

### Divulgação
Para promover o lançamento da série, o Globoplay exibiu os primeiros episódio em uma sessão exclusiva para atores e a imprensa, no dia 19 de junho de 2023, no Kinoplex Leblon Globoplay.
Seu primeiro episódio foi exibido pela TV Globo na Espiadinha Globoplay em 29 de agosto de 2023.
Na plataforma de streaming, Globoplay, a série foi dividida em dois blocos semanais e a cada duas semana foram lançados um conjunto de cinco episódios, sempre às quintas-feiras, com o último deles a ser disponibilizado em 6 de julho de 2023.

## Prêmios e indicações
| Ano  | Premiação                                | Categoria              | Indicação          | Resultado | Ref.   |
| ---- | ---------------------------------------- | ---------------------- | ------------------ | --------- | ------ |
| 2024 | Prêmio Grande Otelo do Cinema Brasileiro | Melhor Série de Ficção | A Vida pela Frente | Indicado  | [ 18 ] |